# Haptosquilla setifera
Haptosquilla setifera is een bidsprinkhaankreeftensoort uit de familie van de Protosquillidae. De wetenschappelijke naam van de soort is voor het eerst geldig gepubliceerd in 1969 door Manning.